# Jeffrey Lewis
Pour les articles homonymes, voir Lewis.
 (octobre 2018).
Si vous disposez d'ouvrages ou d'articles de référence ou si vous connaissez des sites web de qualité traitant du thème abordé ici, merci de compléter l'article en donnant les références utiles à sa vérifiabilité et en les liant à la section « Notes et références ».
Jeffrey Lewis (né le 20 novembre 1975 à New York, États-Unis) est un chanteur-compositeur et un dessinateur de bandes dessinées américain, faisant partie du mouvement anti-folk.

## Biographie
Jeffrey Lewis a fait ses études au Purchase College de l'Université d'État de New York à Purchase et fut diplômé en 1997. Son mémoire portait sur la bande dessinée d'Alan Moore et Dave Gibbons, "Watchmen".
Après avoir été signé sur le label britannique Rough Trade en 2001, Jeffrey Lewis sortit son premier album officiel, The Last Time I Did Acid I Went Insane, et en 2003, son second, It's The Ones Who've Cracked That The Light Shines Through.   City & Eastern Songs, est sorti au Royaume-Uni en November 2005. Son frère, Jack Lewis, a participé à ses trois premiers albums, en chantant ou en écrivant quelques chansons. Jeffrey Lewis a également joué et collaboré avec Kimya Dawson des Moldy Peaches, et Diane Cluck. Quelques-uns de ses dessins apparaissent sur la couverture de ses CD-roms.
Jeffrey a également dessiné sa propre série de BD appelée 'Guff' (plus tard rebaptisé 'Fuff').
Le 1er octobre 2007 est sorti "12 CRASS Songs" sur le label Rough Trade, un disque de Jeffrey Lewis entièrement consacré à des reprises de CRASS. Si Jeffrey Lewis s'est permis de modifier certains textes (remplaçant au besoin l'Irlande par l'Irak, afin que les thèmes abordés restent en cohérence avec l'actualité), il a surtout rendu les chansons de CRASS plus "audibles" en en modifiant les structures ou tonalités initiales. En résulte un disque particulièrement réussi, à mi-chemin entre l'univers intellectuel et politique de CRASS et l'esthétique bricolo-folk habituel de Jeffrey Lewis.

## Influences
Plusieurs de ses influences musicales sont remarquables dans ses chansons, telles que "The Chelsea Hotel Oral Sex Song", concernant la chanson de Leonard Cohen, et "The History of The Fall". Comme Cohen, les paroles de Lewis sont complexes et recherchées, combinant souvent une vision dépressive du monde avec un message d'espoir et une ironie subtile. Né à New York et ayant grandi dans le Lower East Side de l'île de Manhattan, ses chansons  sont le reflet de son environnement, avec des titres correspondant à des noms de lieux comme Williamsburg, le FDR Drive et East River.

## Discographie

### Albums studio
- 2001 - The Last Time I Did Acid I Went Insane
- 2003 - It's The Ones Who've Cracked That The Light Shines Through (avec Jack Lewis (en) & Anders Griffen)
- 2005 - City & Eastern Songs (avec Jack Lewis (en))
- 2007 - 12 Crass Songs (Album de reprises du groupe punk anglais Crass)
- 2009 - 'Em Are I (avec The Junkyard)
- 2011 - A Turn in Dream-Songs
- 2015 - Manhattan (avec Los Bolts)
- 2019 - Bad Wiring (avec The Voltage)